# Washington Townsend

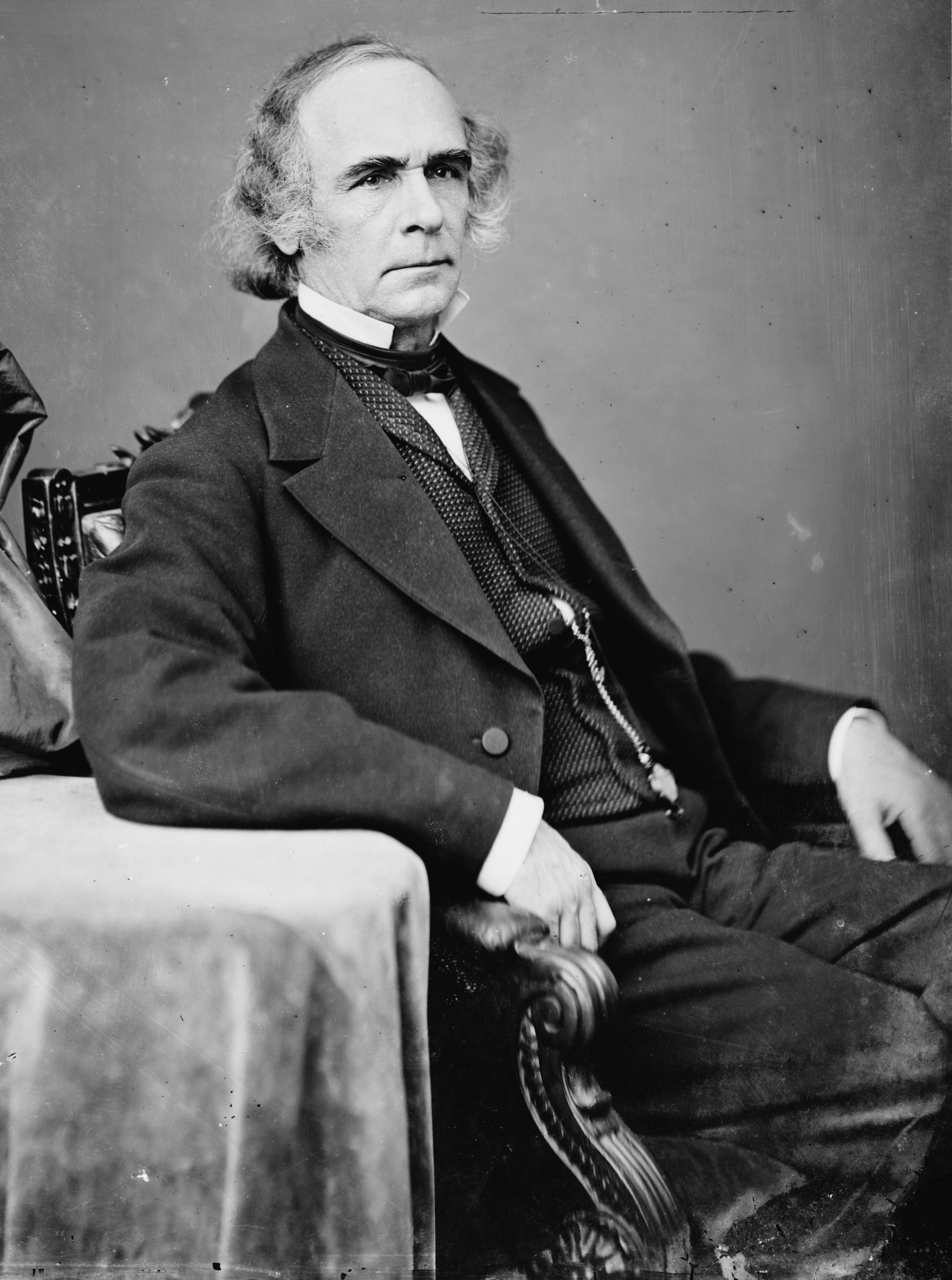
Washington Townsend

Washington Townsend (* 20. Januar 1813 in West Chester, Pennsylvania; † 18. März 1894 ebenda) war ein US-amerikanischer Politiker. Zwischen 1869 und 1877 vertrat er den Bundesstaat Pennsylvania im US-Repräsentantenhaus.

## Werdegang
Washington Townsend besuchte zunächst eine Privatschule und danach die West Chester Academy. Zwischen 1828 und 1844 war er als Bankangestellter beschäftigt. Nach einem Jurastudium und seiner 1844 erfolgten Zulassung als Rechtsanwalt begann er in West Chester in diesem Beruf zu praktizieren. Im Jahr 1848 war er dort Bezirksstaatsanwalt. Von 1849 bis 1857 arbeitete er als Kassierer bei der Bank of Chester County. Politisch wurde er Mitglied der Whig Party. Im Juni 1852 nahm er als Delegierter an deren Bundesparteitag in Baltimore teil. Nach der Auflösung der Whigs schloss er sich der 1854 gegründeten Republikanischen Partei an. Im Mai 1860 war er Delegierter zur Republican National Convention in Chicago, auf der Abraham Lincoln als Präsidentschaftskandidat nominiert wurde.
Bei den Kongresswahlen des Jahres 1868 wurde Townsend im siebten Wahlbezirk von Pennsylvania in das US-Repräsentantenhaus in Washington, D.C. gewählt, wo er am 4. März 1869 die Nachfolge von John Martin Broomall antrat. Nach drei Wiederwahlen konnte er bis zum 3. März 1877 vier Legislaturperioden im Kongress absolvieren. Ab 1875 vertrat er dort als Nachfolger von James Soloman Biery den sechsten Distrikt seines Staates. Zwischen 1873 und 1875 leitete Townsend den Ausschuss zur Verwaltung der staatlichen Liegenschaften. Im Jahr 1876 verzichtete er auf eine weitere Kongresskandidatur.
Nach dem Ende seiner Zeit im US-Repräsentantenhaus betätigte er sich zunächst wieder als Anwalt. Ab 1879 war er Präsident der Bank of Chester County. Washington Townsend starb am 18. März 1894 in West Chester.